# Adams Island, Nunavut
Adams Island är en ö i Kanada.   Den ligger i territoriet Nunavut, i den nordöstra delen av landet, 2 900 km norr om huvudstaden Ottawa. Arean är 267 kvadratkilometer.
Terrängen på Adams Island är lite bergig. Öns högsta punkt är 1 297 meter över havet. Den sträcker sig 29,9 kilometer i nord-sydlig riktning, och 19,9 kilometer i öst-västlig riktning.
Trakten runt Adams Island är nära nog obefolkad, med mindre än två invånare per kvadratkilometer.